# K'Linh
Nguyễn K'Linh (sinh năm 1975) là một nhà quay phim người Việt Nam. Ông được đánh giá là một trong những "tay máy vàng" của điện ảnh Việt Nam khi giành được giải Quay phim xuất sắc tại các kỳ Liên hoan phim Việt Nam và Giải Cánh diều.

## Tiểu sử
Nguyễn K'Linh sinh năm 1975 gốc Hà Nội, anh được mẹ đặt tên theo thác nước Dak K'Linh ở Buôn Ma Thuật. Mẹ anh là họa sĩ vẽ tranh lụa Hoàng Minh Hằng, sau khi bố mẹ ly hôn, anh vào thành phố Hồ Chí Minh theo mẹ.

## Sự nghiệp
Ban đầu, K'Linh dự định thi vào trường Mỹ thuật để nối nghiệp của mẹ, nhưng vì mải đi du lịch cùng bạn bè mà trễ hạn nộp đơn. Anh được nhà thơ Phan Vũ giúp nộp đơn vào trường Sân khấu Điện ảnh thành phố Hồ Chí Minh, mục đích ban đầu là học tạm một năm rồi thi vào Mỹ thuật. Sau khi ra trường, anh làm nhiều công việc trong các đoàn phim, tham gia sản xuất MV và trở thành quay phim chính.
K'Linh sau đó xin vào làm trong Ban Văn nghệ thuộc cơ quan thường trú của Đài Truyền hình Việt Nam tại Thành phố Hồ Chí Minh. Tại đây, anh làm các công việc vặt phụ giúp đoàn làm video ca nhạc. Chán nản, K'Linh tiếp tục xin vào Hãng phim Truyền hình Thành phố Hồ Chí Minh (TFS). Năm 1999, sau một năm phụ việc, K'Linh bắt đầu làm quay phim chính.
Năm 2005, K'Linh được một suất du học Pháp 2 năm với điều kiện phải biết tiếng Pháp. Do đó, anh xin phép hãng TFS nghỉ không lương một năm để học ngoại ngữ. Không được cơ quan chấp thuận, K'Linh đành phải xin thôi việc. Tuy nhiên, do môn ngoại ngữ không đạt nên anh không thể thực hiện dự định của mình.
Cũng trong năm 2005, đạo diễn Nguyễn Nghiêm Đặng Tuấn về nước làm bộ phim 1375km và mời K'Linh làm đạo diễn hình ảnh. Là bộ phim điện ảnh đầu tiên của Việt Nam làm theo phương pháp của Hollywood, đồng thời cũng là bộ phim điện ảnh đầu tay của K'Linh, song, phim lại thất bại cả về doanh thu và nghệ thuật.
Năm 2009, K'Linh nhận được học bổng ngắn hạn tại trường Đại học Nam California (USC) về quay phim và có thêm kỹ năng mới trong công việc. Trong năm này, K'Linh lần đầu cộng tác với Victor Vũ khi thực hiện bộ phim Chuyện tình xa xứ và tham gia làm đạo diễn hình ảnh cho phim Huyền thoại bất tử. Một năm sau, anh giành giải Quay phim xuất sắc tại Giải Cánh diều 2015. Năm 2012, tại Liên hoan phim Việt Nam lần thứ 17, K'Linh giành giải Quay phim xuất sắc với bộ phim Cô dâu đại chiến. Sau đó, K'Linh tiếp tục hợp tác cùng Victor Vũ với phim điện ảnh Thiên mệnh anh hùng. Bộ phim sau đó chiến thắng 5 giải ở hạng mục Phim điện ảnh tại Giải Cánh diều 2012, trong đó có giải Quay phim xuất sắc dành cho K'Linh.
Năm 2017, anh cùng Bob Nguyễn và Lý Thái Dũng thành lập Sài Gòn Cinematographers, một hiệp hội dành riêng cho các nhà quay phim. Năm 2018, đánh dấu lần thứ 11 K'Linh cộng tác cùng Victor vũ qua bộ phim điện ảnh Người bất tử. Với bộ phim này anh giành được giải Quay phim xuất sắc tại Liên hoan phim Việt Nam lần thứ 21. Năm 2023, với bộ phim Tro tàn rực rỡ hợp tác cùng Bùi Thạc Chuyên, bộ phim giành được nhiều giải thưởng trong và ngoài nước. Bản thân K'Linh cũng giành giải được một giải Quay phim xuất sắc hạng mục phim điện ảnh tại Liên hoan phim Việt Nam lần thứ 23.
Năm 2023, K'Linh được Nhà nước Việt Nam trao tặng danh hiệu Nghệ sĩ ưu tú. Cũng trong năm này, anh giành "cú đúp" khi chiến thắng hạng mục Quay phim xuất sắc của hai giải thưởng điện ảnh là Liên hoan phim Việt Nam lần thứ 23 và Giải Cánh diều 2023.
Sau thành công lớn của Tro tàn rực rỡ, K'Linh và Bùi Thạch Chuyên tiếp tục hợp tác với bộ phim điện ảnh thể loại chiến tranh Địa đạo: Mặt trời trong bóng tối, bộ phim được phát hành đầu tháng 4 năm 2025 và bước đầu thu về những đánh giá tích cực. Ít ngày sau khi Địa đạo: Mặt trời trong bóng tối công chiếu, buổi họp báo phim điện ảnh lịch sử Hộ Linh tráng sĩ - Bí ẩn mộ vua Đinh  được tổ chức thông báo về dự án, bộ phim do Nguyễn Phan Quang Bình đạo diễn với K'Linh đóng vai trò đạo diễn hình ảnh.

## Giải thưởng
| Giải Cánh diều          | Giải Cánh diều                     | Giải Cánh diều       | Giải Cánh diều     | Giải Cánh diều                 | Giải Cánh diều | Giải Cánh diều |
| Năm                     | Sự kiện                            | Hạng mục             | Đề cử              | Phim                           | Kết quả        | Chú thích      |
| ----------------------- | ---------------------------------- | -------------------- | ------------------ | ------------------------------ | -------------- | -------------- |
| 2009                    | Giải Cánh diều 2008                | Phim truyện điện ảnh | Quay phim xuất sắc | Huyền thoại bất tử             | Đoạt giải      |                |
| 2013                    | Giải Cánh diều 2012                | Phim truyện điện ảnh | Quay phim xuất sắc | Thiên mệnh anh hùng            | Đoạt giải      | [ 8 ]          |
| 2016                    | Giải Cánh diều 2015                | Phim truyện điện ảnh | Quay phim xuất sắc | Tôi thấy hoa vàng trên cỏ xanh | Đoạt giải      | [ 16 ]         |
| 2023                    | Giải Cánh diều 2023                | Phim truyện điện ảnh | Quay phim xuất sắc | Tro tàn rực rỡ                 | Đoạt giải      | [ 13 ]         |
| Liên hoan phim Việt Nam |                                    |                      |                    |                                |                |                |
| 2011                    | Liên hoan phim Việt Nam lần thứ 17 | Phim truyện điện ảnh | Quay phim xuất sắc | Cô dâu đại chiến               | Đoạt giải      | [ 2 ]          |
| 2015                    | Liên hoan phim Việt Nam lần thứ 19 | Phim truyện điện ảnh | Quay phim xuất sắc | Tôi thấy hoa vàng trên cỏ xanh | Đoạt giải      |                |
| 2019                    | Liên hoan phim Việt Nam lần thứ 21 | Phim truyện điện ảnh | Quay phim xuất sắc | Người bất tử                   | Đoạt giải      | [ 17 ]         |
| 2023                    | Liên hoan phim Việt Nam lần thứ 23 | Phim truyện điện ảnh | Quay phim xuất sắc | Tro tàn rực rỡ                 | Đoạt giải      | [ 12 ]         |

## Tác phẩm

### Phim ngắn
| Năm  | Tự đề                         | Đạo diễn      | Hình thức  | Chú thích |
| ---- | ----------------------------- | ------------- | ---------- | --------- |
| 2015 | Sắc màu định mệnh             | Victor Vũ     | Phim ngắn  |           |
| 2016 | Color Your Life               | Victor Vũ     | Video clip |           |
| 2017 | Sinh mệnh thiên thần          | Bùi Tuấn Dũng | Phim ngắn  |           |
| 2019 | Hết thương cạn nhớ - Đức Phúc | Vũ Hồng Thắng | MV         |           |

### Phim truyền hình
| Năm  | Tự đề                     | Đạo diễn                                     | Hình thức            | Chú thích    |
| ---- | ------------------------- | -------------------------------------------- | -------------------- | ------------ |
| 2001 | Gấu cổ trắng              | Trương Dũng                                  | Điện ảnh truyền hình | [ 1 ] [ 18 ] |
| 2003 | Tài tử nghiệp dư          | Phan Hoàng                                   | Dài tập              | [ 1 ] [ 19 ] |
| 2004 | Lục Vân Tiên              | Đỗ Phú Hải, Lê Bảo Trung, Nguyễn Phương Điền | Dài tập              |              |
| 2005 | Mầm sống                  | Phan Hoàng                                   | Dài tập              | [ 1 ] [ 20 ] |
| 2005 | Dốc tình                  | Lưu Trọng Ninh                               | Dài tập              |              |
| 2006 | Bà mẹ nhí                 | Nguyễn Minh Chung                            | Sitcom               | [ 4 ]        |
| 2008 | Cô gái xấu xí             | Nguyễn Minh Chung                            | Sitcom               | [ 4 ]        |
| 2010 | Những thiên thần áo trắng | Lê Hoàng                                     | Dài tập              | [ 4 ]        |

### Phim điện ảnh
| Năm             | Tự đề                                | Đạo diễn                 | Chú thích |
| --------------- | ------------------------------------ | ------------------------ | --------- |
| 2005            | 1735 km                              | Nguyễn Nghiêm Đặng Tuấn  |           |
| 2006            | 2 trong 1                            | Đào Duy Phúc             |           |
| 2006            | Hồn Trương Ba, da hàng thịt          | Nguyễn Quang Dũng        |           |
| 2007            | Chuông reo là bắn                    | Trương Dũng              | [ 4 ]     |
| 2007            | Thủ Tướng                            | Lê Hoàng                 |           |
| 2009            | Chuyện tình xa xứ                    | Victor Vũ                | [ 4 ]     |
| 2009            | Huyền thoại bất tử                   | Victor Vũ                |           |
| 2010            | Cô dâu đại chiến                     | Victor Vũ                |           |
| 2010            | Giao lộ định mệnh                    | Victor Vũ                | [ 4 ]     |
| 2011            | Lệnh xóa sổ                          | Cao Cường Đặng           | [ 4 ]     |
| 2011            | Tối nay 8h                           | Lê Hoàng                 | [ 4 ]     |
| 2012            | Thiên mệnh anh hùng                  | Victor Vũ                | [ 4 ]     |
| 2013            | Scandal – Bí mật thảm đỏ             | Victor Vũ                | [ 4 ]     |
| 2014            | Quả tim máu                          | Victor Vũ                |           |
| 2014            | Hiệp sĩ mù                           | Lưu Huỳnh, Đàm Vĩnh Hưng | [ 21 ]    |
| 2015            | Cha và con và...                     | Phan Đăng Di             | [ 22 ]    |
| 2015            | Tôi thấy hoa vàng trên cỏ xanh       | Victor Vũ                |           |
| 2016            | Lộc phát                             | Lê Bảo Trung             |           |
| 2017            | Lôi báo                              | Victor Vũ                |           |
| 2018            | Người bất tử                         | Victor Vũ                |           |
| 2019            | Tìm chồng cho mẹ                     | Thủy Trần                |           |
| 2019            | Ngốc ơi tuổi 17                      | Đinh Tuấn Vũ, Chu Thiện  |           |
| 2022            | Tro tàn rực rỡ                       | Bùi Thạc Chuyên          |           |
| 2025            | Địa đạo: Mặt trời trong bóng tối     | Bùi Thạc Chuyên          |           |
| (đang sản xuất) | Hộ linh tráng sĩ – Bí ẩn mộ vua Đinh | Nguyễn Phan Quang Bình   | [ 15 ]    |